# Rue des Pâquerettes (Bruxelles)
Pour les articles homonymes, voir Rue des Pâquerettes.
La rue des Pâquerettes (en néerlandais : Madeliefjesstraat) est une rue bruxelloise de la commune de Schaerbeek qui va de l'avenue Général Eisenhower à l'avenue des Azalées (parc Josaphat) en passant par la rue Godefroid Devreese, la rue Fontaine d'Amour et la rue Josse Impens.
La pâquerette (Bellis perennis) est une plante vivace des prairies de 0,1 à 0,2 m, de la famille des Asteraceae dont les fleurs en capitule vont de la couleur blanche à rose.
D'autres artères aux alentours du parc Josaphat portent le nom d'une plante :
- avenue des Azalées
- avenue des Capucines
- rue des Chardons
- allée des Freesias
- avenue des Glycines
- avenue des Héliotropes
- avenue des Hortensias (aujourd'hui avenue Général Eisenhower et avenue Ernest Cambier)
- avenue des Jacinthes
- rue de la Luzerne
- rue des Mimosas
- rue des Pavots
- rue des Pensées